# Elección presidencial de Chile de 1861
La elección presidencial de Chile de 1861 se llevó a cabo por medio del sistema de electores, y dio por presidente a José Joaquín Pérez Mascayano por unanimidad de 214 electores. 2 electores llegaron atrasados a votar en el colegio electoral, y si bien votaron por Pérez sus votos no fueron contados.
El candidato propuesto inicialmente por el Partido Nacional era el exministro y diputado Antonio Varas, quien fue proclamado en diciembre de 1860. Sin embargo, el 12 de enero de 1861 este renunció a su candidatura, donde aún están frescas las heridas provocadas por la Guerra Civil de 1859 contra el Presidente Montt. El 2 de abril se reunieron políticos del Partido Nacional en la casa de José Manuel Guzmán, y en dicha ocasión Domingo Matte propuso la candidatura de José Joaquín Pérez.
La reunión de los colegios electorales de cada provincia se realizó el 25 de julio, poniendo cada elector en una cédula secreta el nombre del candidato que proponia para Presidente y echándola por su mano en una urna que se hallaba colocada en la mesa del Presidente y secretarios. Poco antes de dicha reunión, un grupo de políticos liberales, entre ellos Diego Barros Arana, Francisco Marín Recabarren, José Victorino Lastarria, Bruno Larraín, Isidoro Errázuriz, los hermanos Miguel Luis y Gregorio Amunátegui y Marcial González, acordaron apoyar al candidato José Joaquín Pérez. El escrutinio de los colegios electorales se realizó el 30 de agosto y dio como vencedor por unanimidad a Pérez.